# Абиб, Ральф
Ра́льф Aби́б (фр. Ralph Habib; 29 июня 1912, VI округ Парижа — 27 июня 1969, Париж) — французский кинорежиссёр
, сценарист

## Биография
Ливанского происхождения. Сын маклера. 
Карьеру в кино начал на парижской студии Pathé в 1933 году, работал декоратором. Прежде чем стал снимать свои кинофильмы, был помощником режиссёра у Жана Древиля и Жан-Поля Ле Шануа.
Участник Второй мировой войны. В январе 1943 года бежал из Франции через Испанию, присоединился в мае того же года к Свободным французским ВВС (фр. Forces aériennes françaises libres) в Великобритании.
После обучения в английской школе ВВС RAF Cranwell был направлен в 341-ю эскадрилью RAF, известную как группа «Эльзас» ВВС Свободной Франции (фр. Groupe de Chasse n° 3/2 «Alsace»), где начал лететь на самолётах Supermarine Spitfire.

## Избранная фильмография
Режиссёр
- 1951: Rue des Saussaies
- 1952: La Forêt de l’adieu
- 1953: Ночные компаньоны
- 1954: La Rage au corps
- 1954: Secrets d’alcôve
- 1954: Crainquebille
- 1955: Les hommes en blanc
- 1956: Закон улиц
- 1956: Club de femmes
- 1957: Escapade
- 1959: R.P.Z. appelle Berlin
- 1960: Дело Набоба
- 1966: Le Solitaire passe à l’attaque
- 1967: Отель Клаузевиц

Сценарист
- 1950: Rue des Saussaies
- 1956: Club de femmes
- 1956: Закон улиц
- 1957: Le Passager clandestin